# Brendan Roberts
Brendan Roberts (Adelaide, 3 febbraio 1985) è un pilota motociclistico australiano ritiratosi dall'attività agonistica, vincitore della Superstock 1000 FIM Cup nel 2008.

## Carriera
Roberts ottiene il suo primo successo in ambito nazionale, quando nel 2004 vince con una Yamaha YZF-R6 il campionato australiano della categoria Superstock 600. Nel 2006 vince il campionato britannico Superstock 1000 e nello stesso anno fa il suo esordio internazionale partecipando a sei gare della Superstock 1000 FIM Cup in sella ad una Suzuki GSXR1000 K6 del team HP Racing. Ottiene tre secondi posti consecutivi nei Gran Premi di Olanda ad Assen, Germania al Lausitzring e Italia a Imola. Chiude la stagione al sesto posto con ottantadue punti ottenuti. Sempre nel 2006 e con Suzuki prende parte, come pilota wildcard senza punti, alla prova finale a Imola del campionato italiano Superbike chiudendo tredicesimo.
Nel 2007 rimane nella Superstock 1000 FIM Cup ma cambia team, passa infatti al Ducati Xerox Junior che gli affida una Ducati 1098R. Il compagno di squadra in questa stagione è Niccolò Canepa. Ottiene l'unico podio stagionale vincendo il Gran Premio di Gran Bretagna a Silverstone. Nel 2008 rimane con lo stesso team e la stessa moto della stagione precedente, il compagno di squadra è Domenico Colucci. Roberts si laurea campione della Superstock 1000 FIM Cup al termine della stagione, staccando di sette punti Maxime Berger su Honda CBR1000RR. In questa stagione l'australiano ottiene tre vittorie nei singoli Gran Premi: in Spagna a Valencia, in Germania al Nürburgring ed in Portogallo a Portimão, chiudendo con 147 punti all'attivo.
Nel 2009 Roberts si trasferisce nel campionato mondiale Superbike, guidando una Ducati 1098R del team Guandalini Racing. Nel GP Italiano di Monza, Roberts resta vittima di un incidente che gli procura traumi e contusioni sufficientemente importanti da impedirgli di gareggiare nelle prove successive, il suo sostituto è stato Gregorio Lavilla. Terminata la propria carriera professionistica, non disdegna di prendere parte saltuariamente a gare di moto d'epoca.

## Risultati in gara nel mondiale Superbike
| 2009 | Moto   |    |    |    |    |     |    |    |    |    |    |  |  |  |  |  |  |  |  |  |  |  |  |  |  |  |  |  |  | Punti | Pos. |
| ---- | ------ | -- | -- | -- | -- | --- | -- | -- | -- | -- | -- |  |  |  |  |  |  |  |  |  |  |  |  |  |  |  |  |  |  | ----- | ---- |
| 2009 | Ducati | 17 | 19 | 21 | 19 | Rit | 18 | 16 | 13 | NP | NP |  |  |  |  |  |  |  |  |  |  |  |  |  |  |  |  |  |  | 3     | 38º  |

| Legenda | 1º posto        | 2º posto            | 3º posto           | A punti      | Senza punti        | Grassetto – Pole position Corsivo – Giro più veloce |
| Legenda | Gara non valida | Non qual./Non part. | Ritirato/Non class | Squalificato | '-' Dato non disp. | Grassetto – Pole position Corsivo – Giro più veloce |